# Курилово (Мордовия)
Курилово (э. Курилова) — село, центр сельской администрации в Ромодановском районе. Население 206 чел. (2001), в основном мордва-эрзя.
Расположено на р. Аморде, в 12 км от районного центра и 13 км от железнодорожной станции Красный Узел. В «Списке населённых мест Пензенской губернии» (1869) значатся Старая Куриловка - село казённое и владельческое из 74 дворов (469 чел.), и Новая Куриловка - деревня владельческая из 45 дворов (316 чел.) Саранского уезда. Название-характеристика: оба населенных пункта размещались на берегу большого озера, над которым в летнее время часто поднималась туманная дымка (озеро «курилось»). В 1890 г. был открыт Тихвинский Куриловский женский монастырь. В 1913 г. в Новом Курилове имелись земская школа, 3 ветряные мельницы и 2 кузницы. В 1924 г. в Курилове открылась школа крестьянской молодежи. В 1929 г. был образован колхоз «Якстере Сокиця» («Красный пахарь»), с 1951 г. - укрупнённый колхоз им. Мичурина, 1969 г. - совхоз «Ромодановский», с конца 1990-х гг. - ООО «Агрофирма "Куриловская"». В современной инфраструктуре села - средняя школа, Дом культуры, библиотека, комбинат бытового обслуживания, фельдшерско-акушерский пункт; установлен памятник воинам-землякам, погибшим в годы Великой Отечественной войны. С 1994 г. восстанавливается монастырь с домовой церковью во имя святого препадобного Серафима Саровского. Курилово - родина писателя Н. Эркая, журналиста В. В. Бажанова. В Куриловскую сельскую администрацию входят с. Болтино (207 чел.), Козловка (72) и Сабаново (33 чел.).

## Источник
- Энциклопедия Мордовия, Т. М. Котлова.